# Maytenus umbellatus
Maytenus umbellatus — вид рослин з родини бруслинові (Celastraceae), ендемік Мадейри.

## Опис
Цей вид — маленьке дерево або чагарник до 5 м.

## Поширення
Ендемік архіпелагу Мадейра (о. Мадейра, Порту-Санту).
Знайдено від 0 до 400 м над рівнем моря.

## Використання
Немає даних щодо використання або торгівлі для цього виду.

## Загрози та охорона
Основними загрозами для виду є урбанізація, утилізація побутових відходів, будівництво доріг і тунелів, ерозія та зсуви. Загрозами також є розширення сільського господарства та збільшення частоти пожеж, що частково обумовлено розширенням інвазивних видів. Ці інвазивні рослини також конкурують із рідною рослинністю, затінюючи її (наприклад, види Cardiospermum).
S. sempervivifolium наведено в Додатку II та IV Директиви про середовище існування. Він тримається в насінному банку.